# 杯盖花
杯盖花（学名：Scyphostegia borneensis）又名肉盘树，属金虎尾目杨柳科，是杯盖花属的唯一物种，只生长在婆罗洲北部，是当地的特有种。其种加词“borneensis”意为“婆罗洲的”。

## 形态
本科植物是小乔木，单叶互生，有托叶；花单性，花瓣3，每朵花外有一个苞片覆盖；果实为蒴果。

## 分类
1981年的克朗奎斯特分类法将其作為独立的杯盖花科（Scyphostegiaceae）列在堇菜目中，1998年根据基因亲缘关系分类的APG 分类法认为应该分在金虎尾目中，2003年经过修订的APG II 分类法不承认这个科，将其合并到杨柳科中。
中国云南的滇越木（Dianyuea turbinata）是本种现存已知亲缘最相近的物种，滇越木属与杯盖花属共同组成杯盖花亚科。